# Monte Ghiro
Monte Ghiro je naziv gradskog groblja i gradske četvrti u Puli koja administrativno pripada mjesnom odboru Šijana.
Monte Ghiro je jedan od sedam brežuljaka na i podno kojih se razvila Pula. Sa sjeverozapada je ograničen Velim Vrhom (Monte Grande), sa sjeveroistoka Valicom-Ilirijom, s istoka i juga Šijanom, a sa zapada pulskim zaljevom, koji se u ovom području najviše uvlači u kopno.

## Naziv
Kroz povijest grada područje Monte Ghira često je mijenjao naziv. Izvorni naziv jednak je današnjem a označavao je brdo puhova (tal. ghiro puh). Nakon Drugog svjetskog rata mijenja se naziv u Zeleni brijeg, a nakon 1990-ih ponovo se vraća izvorni naziv Monte Ghiro, ali uz jednu novu, neispravno napisanu, inačicu Monte Giro.
Budući da je glavni jezik komunikacije u Puli do sredine 20. stoljeća bio talijanski, tako se i brdo nazivalo Monte Ghiro (na talijanski čitano: monte giro). Nakon kapitulacije Italije i završetka Drugog svjetskog rata, većinsko talijansko stanovništvo napušta grad, kojeg naseljavaju ljudi iz unutrašnjosti Istre, ali i velik dio iz raznih krajeva Jugoslavije. Oni su brdo na kojem se nalazi gradsko groblje iskrivljeno nazivali Monte Điro, pa se taj izgovor toliko udomaćio da se danas ispravan izgovor rijetko čuje u govoru Puljana. 
Ovaj općeprihvaćeni izgovor uzrokovao je i promjenu pisanja imena u Monte Giro (na talijanski čitano: monte điro), jer su ljudi znali da je naziv talijanskog podrijetla, zaboravivši pritom na izvorno značenje toponima.

## Povijest
U svrhu poboljšanja čistoće zraka, gradske su vlasti odlučile premjestiti gradsko groblje i zatvoriti podzemne hodnike iz kojih se vadio kremeni pijesak, jer se tumačilo da su oni izvori otrovnih plinova, Odluka o preseljenju pulskog groblja, uz stolnu crkvu, kojega je prema moru dijelio visoki zid, donesena je 1846. godine. Novo gradsko grobaljsko mjesto odabrano je na sjevernom dijelu grada, na brdu Giro (Monte Ghiro, Brdo puhova), pa se na tom mjestu moglo sahranjivati pokojnike od 1848. godine. Nasljednici pokojnika sahranjenih uz katedralu mogli su koštane ostatke svojih premjestiti na novo groblje poslije deset godina od prvog pokopa.
U Puli je 1842. godine živjelo 1.076 civila i 50 vojnih osoba, 1885. godine 19.166 civila i oko 8.500 vojnih osoba, da bi 1910. godine naraslo na 42.058 civila i 16.903 vojnih osoba. Stoga je problem ukopa civilnog stanovništva Pule i odavanje dostojnog pijeteta i prošlim generacijama davalo zadatak da vode brigu o dovoljnom broju mjesta za moguće ukope. U pet godina, od 1881. – 1885. godine; rođenih je u prosjeku bilo 41,74 na tisuću stanovnika, dok je stopa smrtnosti bila 30,63 %. Prosječna životna dob tih godina u Puli bila je 26 godina i 4 mjeseca. Prvo proširenje civilnog groblja uslijedilo je 1910. godine. Drugo proširenje groblja uslijedilo je 1934. godine, a daljnja proširenja vršena su 1985. godine odnosno 1990-ih godina.

## Očuvanje kulturne baštine
Godine 2001. Grad je organizirao pokušao formirati komisiju koja je imala za cilj valorizirati stare grobove, međutim ova komisija nije nikada zaživjela. Nakon toga je zatražena od gradskih odjela, muzeja, Državnog arhiva i ostalih institucija stručna pomoć u prikupljanju podataka kako bi se pojedini grobovi proglasili značajnima za grad i zaštitili. Povjesničar Raul Marsetič iz rovinjskog Instituta za istraživanje povijesti, koji istražuje temu pokapanja od antike do danas, govori da Pula nema više grobnica značajnih obitelji kao što su bile Wasserman, Mareton i De Lombardo, te da je na groblju sačuvano tek 20 posto starih grobnica. Marsetič ističe da bi se isto moglo dogoditi i s grobnicama u elitnom dijelu groblja uz središnji zid, gdje su pokopani pulski gradonačelnici iz obitelji Rizzi. 
Polako, ali sigurno počelo je povlačenje pozitivnih poteza na očuvanju značajnih grobnica. Stručna skupina treba donijeti financijski plan te plan rada za očuvanje kulturne baštine na području groblja. Treba se izraditi detaljni geodetski snimak grobnih mjesta, identifikacijske kartice s klasifikacijom, valorizacijom i režimom zaštite grobnih mjesta, zatim projekt lapidarija gradskog groblja kao mjesta spomena na mrtve te projekt nove zgrade groblja. Time bi Pula trebala zaštiti svoju kulturnu i povijesnu baštinu, a možda i dobiti još jedno spomen-groblje, uz ono Mornaričko.

## Vanjske poveznice
- Mrežno sjedište, Monte Giro